# Honduras ai Giochi della XXX Olimpiade
L'Honduras partecipò ai Giochi della XXX Olimpiade, svoltisi a Londra, Regno Unito, dal 27 luglio al 12 agosto 2012, con una delegazione di 25 atleti impegnati in otto discipline.